# January 07003: Bell Studies for the Clock of the Long Now
January 07003: Bell Studies for the Clock of the Long Now è il ventiquattresimo album in studio del musicista britannico Brian Eno, pubblicato nel 2003.

## Il disco
January è un album di "studi" realizzati per la Long Now Foundation, un'organizzazione fondata nel 1996 che aspira a confrontarsi con l'attuale mentalità "rapido/veloce" e promuovere un modo di pensare "lento/migliore". Uno dei loro progetti implica la costruzione di un orologio per segnare il tempo per i prossimi diecimila anni. Il suo progettatore W. Daniel Hillis dichiarò:

Eno, che è membro della fondazione, volle dedicare l'album a questa iniziativa. Dichiarò infatti:
Sebbene l'album sia interamente basato sul sintetizzatore, Eno studiò la fisica dei suoni delle campane in modo da riprodurre in esso dei suoni che le rievocassero. Per realizzare alcune sonorità dell'album, Eno sfruttò gli algoritmi matematici ed usò un software che definisce "generativo".
I ricavati delle vendite di Bell Studies sono destinati alla Long Now Foundation.

## Tracce
Musiche di Brian Eno.
1. Fixed ratio harmonic bells – 23:22
2. Changes where bell number = repeat number – 3:30
3. 2 harmonic studies – 6:05
4. Deep glass bells (with harmonic clouds) – 3:17
5. Dark cracked bells with bass – 1:59
6. German-style ringing – 3:19
7. Emphasizing enharmonic partials – 3:01
8. Changes for January 07003, soft bells, Hillis algorithm – 10:40
9. Lithuanian bell study – 1:26
10. Large bell change improvisation – 1:23
11. Reverse harmonic bells – 2:45
12. Bell improvisation 2 – 1:40
13. Virtual dream bells, thick glass – 3:59
14. Tsar Kolokol III (and friends) – 3:59
15. 1st - 14th January 07003, hard bells, Hillis algorithm – 5:09